# 尼崎康定
尼崎 康定（あまさき やすさだ、旧姓・戸田、1893年（明治26年）5月2日 - 1952年（昭和27年）1月16日）は、日本の実業家。尼崎汽船部常務。尼崎造船、尼崎海上火災、関西汽船各取締役。大阪曹達、大阪曹達商事各監査役。

## 人物
信州松本藩主・戸田光則（松平光則）の孫。子爵・戸田康泰の息子。子爵・戸田康保の弟。1919年、北海道帝国大学附属水産専門部を卒業した。趣味は謡曲、ゴルフ。宗教は神道。住所は大阪市天王寺区生玉町、同市福島区鷺洲南。

## 家族・親族
尼崎家
- 養父・伊三郎（1868年 - 1955年、尼崎造船会長）[3]
- 妻・君子（1906年 - ?、尼崎伊三郎の二女[4]、尼崎汽船部、尼崎造船所各社員を経て[4]、尼崎汽船取締役[3]）
- 娘[4]

親戚
- 妻の妹の夫・田村太郎（尼崎造船社長）